# 91. Division (Japanisches Kaiserreich)
Die 91. Division (jap. 第91師団, Dai-91 Shidan) war eine Division des Kaiserlich Japanischen Heeres, die 1945 aufgestellt und aufgelöst wurde. Ihr Tsūshōgō-Code (militärischer Tarnname) war Voraus-Division (先兵団, Saki-heidan) oder Saki 12600 bzw. Saki 12640.

## Geschichte der Einheit
Die 91. Division wurde am 12. April 1945 unter dem Kommando von Generalleutnant Tsutsumi Fusaki (堤不 夾貴) auf den östlichen Kurilen aufgestellt und bestand hauptsächlich aus der 73. und 74. Infanterie-Brigade mit jeweils sechs Infanterie-Bataillonen sowie dem 11. Panzer-Regiment und 2. Selbstständigen Panzer-Kompanie. Anfangs noch mit einer Flugabwehr-Einheit in Regimentsstärke versehen wurde diese Mitte 1945 auf ein 840 Mann starkes Bataillon reduziert. Die ca. 20.000 Mann starke Division unterstand der 27. Armee, ab 1. Februar 1945 direkt der 5. Regionalarmee.
Bis Mitte 1945 verteidigte die 91. Division die Kurilen zusammen mit der 42. Division, bis diese nach Hokkaidō verlegt wurde. Da die Japaner befürchteten, einer amerikanischen Landung ausgesetzt zu sein wurden Verteidigungsstellungen mit Bunkern, Geschützstellungen und Laufgräben erstellt, die potenzielle Landungsabschnitte beherrschten.

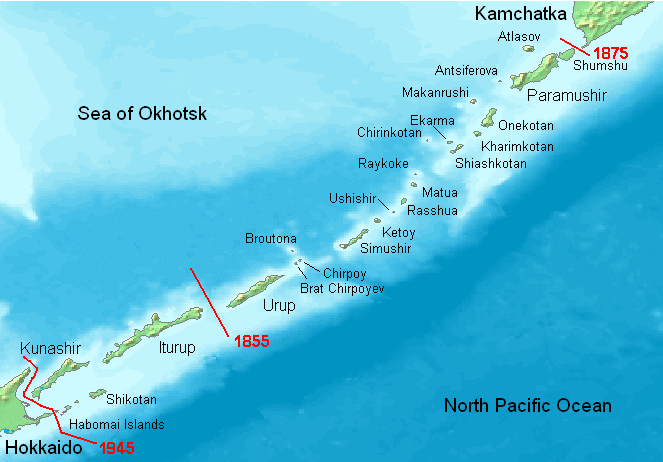
Kurilen-Inseln mit russischen Namen (in englischer Transliteration)

Im Neutralitätspakt zwischen Japan und der Sowjetunion vom 13. April 1941 waren beide Vertragspartner die Verpflichtung eingegangen, die beiderseitige territoriale Integrität und Unverletzlichkeit zu respektieren. Am 5. April 1945 kündigte die Sowjetunion an, den Vertrag nicht mehr zu verlängern, so dass er am 25. April 1946 ungültig werden würde. Am 8. August 1945 erklärte die Sowjetunion Japan den Krieg, und die Rote Armee leitete die sowjetische Invasion der Mandschurei ein, zunächst in Mandschukuo. Sowjetische Marineinfanterie überwand am 18. August 1945 ab 4:30 Uhr die schmale Wasserstraße von Kamtschatka zur Insel Shimushu, auf der die 91. Division stand. Die sowjetischen Marineinfanteristen benutzten für die Landung 16 amerikanische LCI (L) – Landing Craft, Infantry (Large), die je etwa 180 Mann 10 Knoten schnell zum Landungsziel bringen. Trotzdem forderte die Einnahme Shimushus bis zum 21. August das Leben von 1567 sowjetischen und 1018 japanischen Soldaten, nur wenige Tage vor dem Ende des Zweiten Weltkrieges.
Das Tokioter Armeehauptquartier erlaubte dem kommandierenden General der 5. Regionalarmee, Verhandlungen über die Kapitulation aufzunehmen, was für die Garnisonen auf Shumushu, Paramushiru und Onekotan am Abend des 19. August erfolgte.
Im September 1945 wurde die 91. Division aufgelöst.

## Gliederung
Am 12. April 1944 erfolgte die Aufstellung zu einer Typ C „Spezial“- bzw. „Brigade“-Division wie folgt:
- 91. Divisions-Stab (476 Mann)
  - 73. Infanterie-Brigade-Stab (89 Mann)
    - 282. Selbstständiges Infanterie-Bataillon (858 Mann)
    - 283. Selbstständiges Infanterie-Bataillon (858 Mann)
    - 284. Selbstständiges Infanterie-Bataillon (858 Mann)
    - 285. Selbstständiges Infanterie-Bataillon (858 Mann)
    - 286. Selbstständiges Infanterie-Bataillon (858 Mann)
    - 287. Selbstständiges Infanterie-Bataillon (858 Mann)
    - 73. Infanterie-Brigade-Fernmelde- und Signal-Einheit (271 Mann)
    - 73. Infanterie-Brigade-Pionier-Einheit (157 Mann)

  - 74. Infanterie-Brigade-Stab (89 Mann)
    - 288. Selbstständiges Infanterie-Bataillon (858 Mann)
    - 289. Selbstständiges Infanterie-Bataillon (858 Mann)
    - 290. Selbstständiges Infanterie-Bataillon (858 Mann)
    - 291. Selbstständiges Infanterie-Bataillon (858 Mann)
    - 292. Selbstständiges Infanterie-Bataillon (858 Mann)
    - 293. Selbstständiges Infanterie-Bataillon (858 Mann)
    - 74. Infanterie-Brigade-Fernmelde- und Signal-Einheit (271 Mann)
    - 74. Infanterie-Brigade-Pionier-Einheit (157 Mann)

  - 11. Panzer-Regiment (561 Mann)
  - 2. Selbstständige Panzer-Kompanie (94 Mann)
  - 91. Division, 1. Artillerie-Einheit (1251 Mann)
  - 91. Division, 2. Artillerie-Einheit (945 Mann)
  - 91. Fliegerabwehr-Einheit (2511 Mann)
  - 91. Panzerabwehr-Einheit (419 Mann)
  - 91. Fernmelde- und Signal-Einheit (328 Mann)
  - 91. Pionier-Einheit (767 Mann)
  - 91. Transport-Einheit (284 Mann)
  - 91. Versorgungs-Einheit (201 Mann)
  - 91. Sanitäts-Einheit (169 Mann)
  - 1. Kurilen-Hospital (317 Mann)

Gesamtstärke: ca. 19.772 Mann